# Eucyrtopogon
Eucyrtopogon is een vliegengeslacht uit de familie van de roofvliegen (Asilidae).

## Soorten
- E. albibarbus Curran, 1923
- E. calcaratus Curran, 1923
- E. comantis Curran, 1923
- E. diversipilosis Curran, 1923
- E. incompletus Adisoemarto, 1967
- E. kelloggi Wilcox, 1936
- E. maculosus (Coquillett, 1904)
- E. nebulo (Osten-Sacken, 1877)
- E. nigripes (Jones, 1907)
- E. punctipennis (Melander, 1923)
- E. spiniger Curran, 1923
- E. varipennis (Coquillett, 1904)